# Bedford (Wyoming)
Bedford és una concentració de població designada pel cens dels Estats Units a l'estat de Wyoming. Segons el cens del 2000 tenia 169 habitants.

## Demografia
Segons el cens del 2000, Bedford tenia 169 habitants, 63 habitatges, i 49 famílies. La densitat de població era de 29,1 habitants/km².
Dels 63 habitatges en un 23,8% hi vivien nens de menys de 18 anys, en un 69,8% hi vivien parelles casades, en un 6,3% dones solteres, i en un 22,2% no eren unitats familiars. En el 15,9% dels habitatges hi vivien persones soles el 12,7% de les quals corresponia a persones de 65 anys o més que vivien soles. El nombre mitjà de persones vivint en cada habitatge era de 2,68 i el nombre mitjà de persones que vivien en cada família era de 3,04.
Per edats la població es repartia de la següent manera: un 28,4% tenia menys de 18 anys, un 3,6% entre 18 i 24, un 20,1% entre 25 i 44, un 26,6% de 45 a 60 i un 21,3% 65 anys o més.
L'edat mediana era de 42 anys. Per cada 100 dones de 18 o més anys hi havia 101,7 homes.
La renda mediana per habitatge era de 40.469 $ i la renda mediana per família de 40.625 $. Els homes tenien una renda mediana de 36.176 $ mentre que les dones 20.625 $. La renda per capita de la població era de 29.976 $. Cap de les famílies estaven per davall del llindar de pobresa.

## Poblacions més properes
El següent diagrama mostra les poblacions més properes.